# Konzultativni referendum o neovisnosti Katalonije
Referendum o neovisnosti Katalonije održao se 9. studenog 2014. Birači su odgovarali na dva pitanja: "Želite li da Katalonija postane država", i ako da "Želite li da ta država bude neovisna". Katalonski parlament 27. rujna 2012. odobrio je referendum o neovisnosti. Vlada u Madridu ne podržava ovaj čin, te je to i potvrdila tako što je glasovanjem odbila katalonski zahtjev za neovisnosti. Ipak, Katalonija će održati referendum prema planu. Prema istraživanjima, većina Katalonaca je za neovisnost.
12. prosinca 2013. katalonski predsjednik Artur Mas u Barceloni je najavio referendum o osnivanju neovisne katalonske države koji je najavio za 9. rujna 2014. godine. S pripadnicima većine u katalonskom parlamentu dogovorio se je o tome. Katalonski su pristaše neovisnosti smatrali da će godina dana biti dovoljno vremena Španjolskoj i državnim institucijama za pregovore s katalonskim vlastima o obliku referenduma, u okviru postojećih zakona.
Katalonski je referendum bio izložen raznim pritiscima i opstruiranjima. 
Još u početku španjolski ministar pravosuđa Alberto Ruiz izjavio je 12. prosinca 2013. da se ovaj referendum ne će održati, jer ustav ni jednoj autonomnoj zajednici ne dopušta staviti na glasovanje ili na referendum pitanja koja se tiču nacionalnog suvereniteta. U više je navrata dotad i španjolska središnja vlada rekla da će se svim pravnim sredstvima boriti protiv održavanja referenduma o eventualnoj neovisnosti Katalonije. Guverner Španjolske središnje banke zastrašivao je Katalonce da bi neovisnost Katalonije značila automatski izlazak iz Europske unije i time neželjene monetarne i financijske efekte, "a ako bi došlo do ozbiljnih tenzija, moglo bi doći i do zamrzavanja novčanog depozita – kao što smo već vidjeli u Latinskoj Americi i Grčkoj". Dvije udruge španjolskih banaka u zajedničkoj su izjavi nabrojali rizike neovisnosti, među kojima isključenje iz eurozone, pravna nesigurnost i otpor da joj se dodjeljuju krediti. Katalonski premijer Artur Mas na te izjave optužio je guvernera Španjolske središnje banke i druge dužnosnike u Madridu da šire strah po nalogu vlade. Španjolski Ustavni sud proglasio je nelegalnim (i neustavnim) ovaj referendum, zbog čega je bila manja izlaznost.
26. ožujka 2014. Španjolski Ustavni sud odlučio je da referendum o odcjepljenju Katalonije nije u skladu sa zakonom te da španjolske regije "ne mogu jednostrano raspisivati plebiscit o samoopredjeljenju" i da "svako pravo na odluku" o budućnosti Katalonije mora biti usklađeno sa španjolskim ustavom iz 1978. godine, kojim se predviđa jedinstvo te zemlje, te je deklaraciju katalonskog parlamenta u kojoj se navodi da Katalonija ima pravo na samoopredjeljenje proglasio neustavnom i nevažećom.
29. rujna 2014. Španjolski ustavni sud suspendirao je referendum o neovisnosti koji je Katalonija sazvala za studeni, a na traženje središnje španjolske vlade, koja je zatražila je od suda da referendum proglasi nezakonitim "jer krši ustav Španjolske". Iako ustavnom sudu trebaju godine za donijeti konačnu odluku, samim prihvaćanjem ovog zahtjeva referendum je bio suspendiran. 12 sudaca to je odlučilo nakon jednosatnog hitnog sastanka. Katalonci se nisu dali obeshrabriti. U vrijeme dok je ustavni sud zasjedao, katalonski premijer Mas u Barceloni je predstavio "bijelu knjigu", dokument u kojem se precizno navode koraci koje će Katalonija poduzeti u slučaju stjecanja neovisnosti. Bijelu knjigu čine 18 poglavlja o obrani, socijalnoj sigurnosti, trgovinskim odnosima i financijskoj održivosti katalonske države, kao i integraciji u okvire EU-a i međunarodne zajednice.
Bez obzira na sve pritiske, Mas je formirao separatističku koaliciju i obećao biračima da će u slučaju uvjerljive pobjede na izborima pokrenuti proces odcjepljenja koji bi trebao završiti 2017. godine.
Europske je vođe zahvatila panika zbog ovog referenduma. Nakon izbjegličke krize, ovo im je novi problem, jer strahuju da bi Katalonija mogla pokrenuti lavinu novih zahtjeva za neovisnošću.
4. studenoga 2014. Španjolski ustavni sud u utorak je suspendirao neslužbeno izjašnjavanje o neovisnosti Katalonije. Katalonska vlada unatoč tome objavila je da će se neslužbeno izjašnjavanje održati po svaku cijenu.
U mjesecima uoči referenduma krenule su ankete lažiranih rezultata, kojima se pristašama neovisnosti davalo malu prednost (59,6% da je "za"; u stvarnosti je bilo više od 80%) te izjave o navodnom katalonskom odustajanju od referenduma.
Referendum je održan. Za neovisnost je glasovalo nešto više od 80 posto birača.
Prvog tjedna listopada 2015. Vrhovni katalonski sud podigao je optužnicu protiv Masa zato što je proveo ovaj neobvezujući referendum o odcjepljenju Katalonije od Španjolske, predma je sud takvo izjašnjavanje ocijenio neustavnim. Ovim političkim procesom Masa se tereti za neposluh te zloporabu i uzurpiranje vlasti.  Glasnogovornica katalonske vlade Neus Munte osudila je odluku o podizanju optužnice protiv predsjednika Katalonije Masa.
Katalonci su doživljavali i druge pritiske. Nogometni klub Barcelona UEFA je sankcionirala jer je u završnici bila istaknuta katalonska zastava, legitimna zastava te pokrajine u Španjolskoj, no to je bilo protumačeno kao širenje političkih poruka. Drugi pritisak na Katalonce je bilo pokušaj zabrane isticanja katalonskih zastava na završnici Kupa kralja 2015./2016. u Madridu na utakmici između Barcelone i Seville. Prvotna zabrana u nekoliko je dana skinuta.

## Vanjske poveznice
- Mladen Klemenčić: Zabranjeni referendum o odcjepljenju. Jučer Hrvatska, danas Katalonija?  Arhivirana inačica izvorne stranice od 3. kolovoza 2016. (Wayback Machine), Vijenac br. 539, 30. listopada 2014.
- Referendum o neovisnosti Katalonije (kat.) (engl.) (šp.)
- Catalonia Votes  Arhivirana inačica izvorne stranice od 29. svibnja 2017. (Wayback Machine) (engl.) (njem.) (fr.)
- Christoph Hasselbach/d.j.: Škotski virus: Tko se još želi osamostaliti?, Deutsche Welle na hrvatskom, 18. rujna 2014.